# 平世用
平世用（1466年—？年），字德充，四川成都府內江縣人，明朝政治人物。

## 生平
四川鄉試第三十六名。弘治九年（1496年）登丙辰科三甲第一百二十名進士。知河南洛陽縣，老成持重，存心愛民，调江西宁都县。正德三年（1508年）七月选授雲南道試监察御史，九年八月升任雲南瀾滄兵備副使，築城禦敵有功，卒於官。

## 家族
曾祖平鈕開；祖父平紐成；父平紹，母湯氏。